# Індекс свободи людини
Індекс свободи людини відображає стан свободи людини у світі на основі широкого виміру, який охоплює особисту, громадянську та економічну свободу. Свобода людини — це соціальне поняття, яке визнає гідність окремих осіб і визначається тут як негативна свобода або відсутність примусового обмеження. Оскільки свобода є цінною за своєю суттю та відіграє певну роль у людському прогресі, її варто ретельно вимірювати. Індекс свободи людини — це ресурс, який може допомогти більш об'єктивно спостерігати за взаємозв'язками між свободою та іншими соціальними та економічними явищами, а також за способами, якими різні виміри свободи взаємодіють один з одним.
Індекс свободи людини (The Human Freedom Index) представляє широкий вимір людської свободи, що розуміється як відсутність примусового обмеження. The Human Freedom Index 2024 — це 10-й щорічний індекс використовує 86 різних показників особистої та економічної свободи в таких сферах:
- Верховенство права
- Безпека та захист
- Рух
- Релігія
- Асоціація, збори та громадянське суспільство
- Вираження та інформація
- Стосунки
- Розмір уряду
- Правова система та права власності
- Надійні гроші
- Свобода міжнародної торгівлі
- Регулювання

The Human Freedom Index — це найповніший індекс свободи, створений на сьогодні для глобально значущої групи країн та юрисдикцій, що представляють 98 відсотків населення світу. HFI охоплює 165 юрисдикцій за 2022 рік, останній рік, за який доступно достатньо даних. Індекс ранжує юрисдикції протягом понад двох десятиліть, починаючи з 2000 року, самого раннього року, за який можна було створити достатньо надійний індекс.

## Human Freedom Index 2024
Дані показують, що у світі існує нерівномірний розподіл свободи, причому лише 14,1 відсотка населення світу проживає у верхньому квартилі юрисдикцій HFI, а 43 відсотки — у нижньому квартилі.
Країни, що посіли перші 10 місць, по порядку: Швейцарія, Нова Зеландія, Данія, Люксембург, Ірландія, Фінляндія, Австралія та Ісландія, а також Швеція (поділили 7 місця) та Естонія. Обрані юрисдикції ранжуються так: Канада (11), Японія (12), Німеччина (14), Велика Британія та Сполучені Штати (поділили 17 місця), Тайвань (19), Чилі (31), Південна Корея (32), Франція (34), Бразилія (70), Південна Африка (73), Аргентина (80), Мексика (94), Індія (110), Україна (122), Нігерія (126), Росія (139), Туреччина (142), Китай (150), Саудівська Аравія (155), Венесуела (159) та Іран (163). З 10 регіонів найвищий рівень свободи спостерігається в Північній Америці (Канада та Сполучені Штати), Західній Європі та Океанії. Найнижчий рівень спостерігається на Близькому Сході та в Північній Африці, в країнах Африки на південь від Сахари та Південній Азії. Свободи, що стосуються лише жінок, виміряні за п'ятьма показниками індексу, є найсильнішими у Північній Америці, Західній Європі та Східній Азії, а найменше — на Близькому Сході та в Північній Африці, країнах Африки на південь від Сахари та Південній Азії.
Існує сильний зв'язок між свободою та медіанним доходом і доходом на душу населення. Юрисдикції у верхньому квартилі свободи мають значно вищий середній дохід на душу населення (56 366 доларів США), ніж юрисдикції в інших квартилях; середній дохід на душу населення в найменш вільному квартилі становить 15 826 доларів США. HFI також виявляє сильний, позитивний зв'язок між свободою людини та демократією, а також між свободою людини та низкою показників добробуту людини, включаючи толерантність, благодійність, тривалість життя та здоров'я навколишнього середовища, серед інших показників.